# Kasel (Kasel-Golzig)

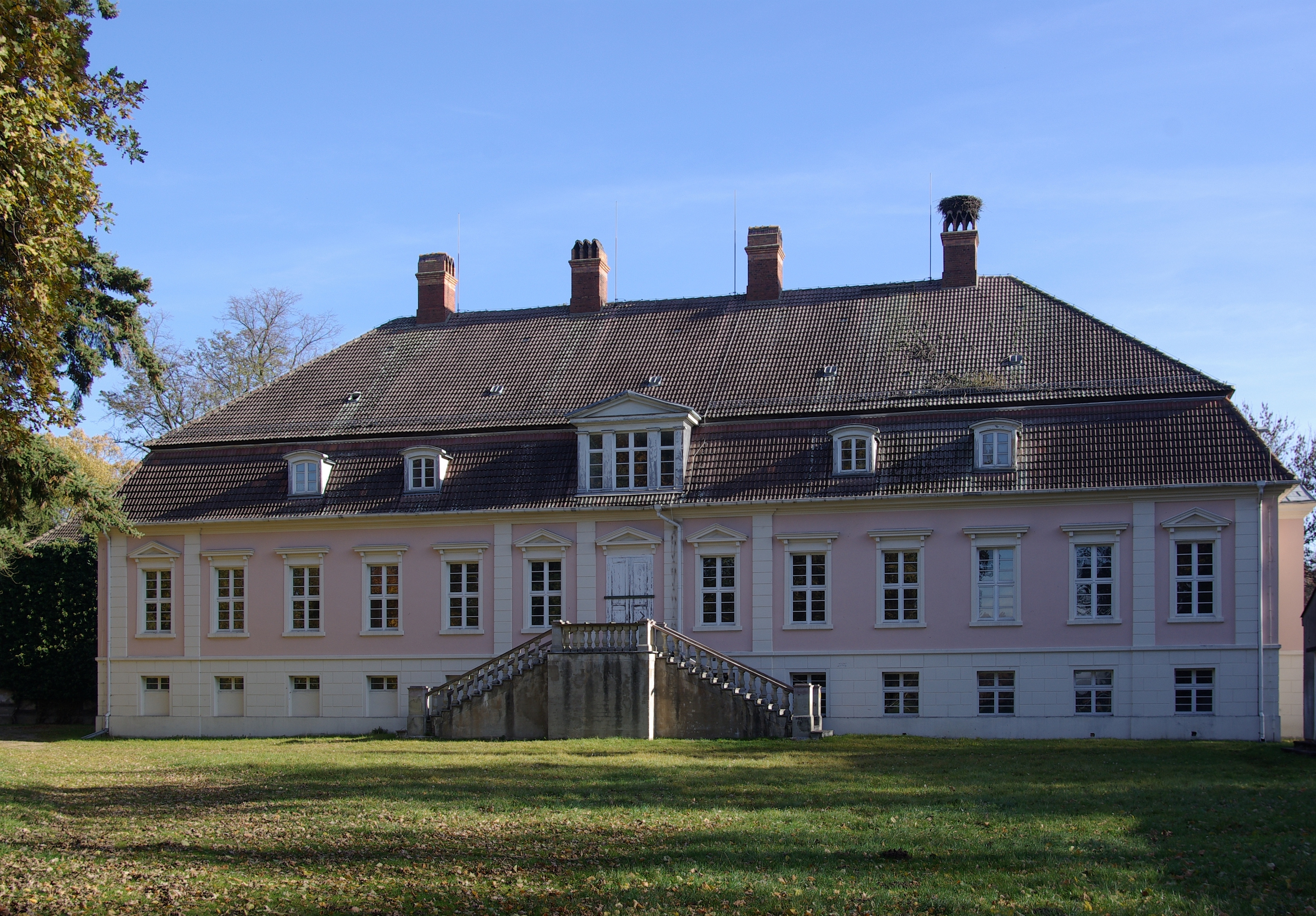
Schloss Kasel

Kasel (früher Casel geschrieben, niedersorbisch Kózłow) ist ein Dorf in Brandenburg. Es gehört zum Kernort der Gemeinde Kasel-Golzig im Landkreis Dahme-Spreewald, hat allerdings keinen offiziellen Status als Ortsteil. Bis zum 1. Januar 1926 war Kasel eine eigenständige Gemeinde. Das Dorf gehört dem Amt Unterspreewald an.

## Lage
Kasel liegt am nordwestlichen Rand der Niederlausitz, etwa acht Kilometer südöstlich von Golßen und 14 Kilometer westlich der Kreisstadt Lübben. Umliegende Ortschaften sind der Ortsteil Reichwalde der Gemeinde Bersteland im Nordosten, Golzig im Osten, Zauche im Süden, Jetsch im Südosten, Sagritz im Osten sowie Zützen und Gersdorf im Nordosten.
Kasel und Golzig sind baulich miteinander verbunden, die Orte werden durch die Berste voneinander getrennt. Durch den Ort selbst verläuft die Landesstraße L 71, die Bundesstraße 96 nach Luckau und Golßen verläuft etwa zwei Kilometer westlich des Dorfes.

## Geschichte

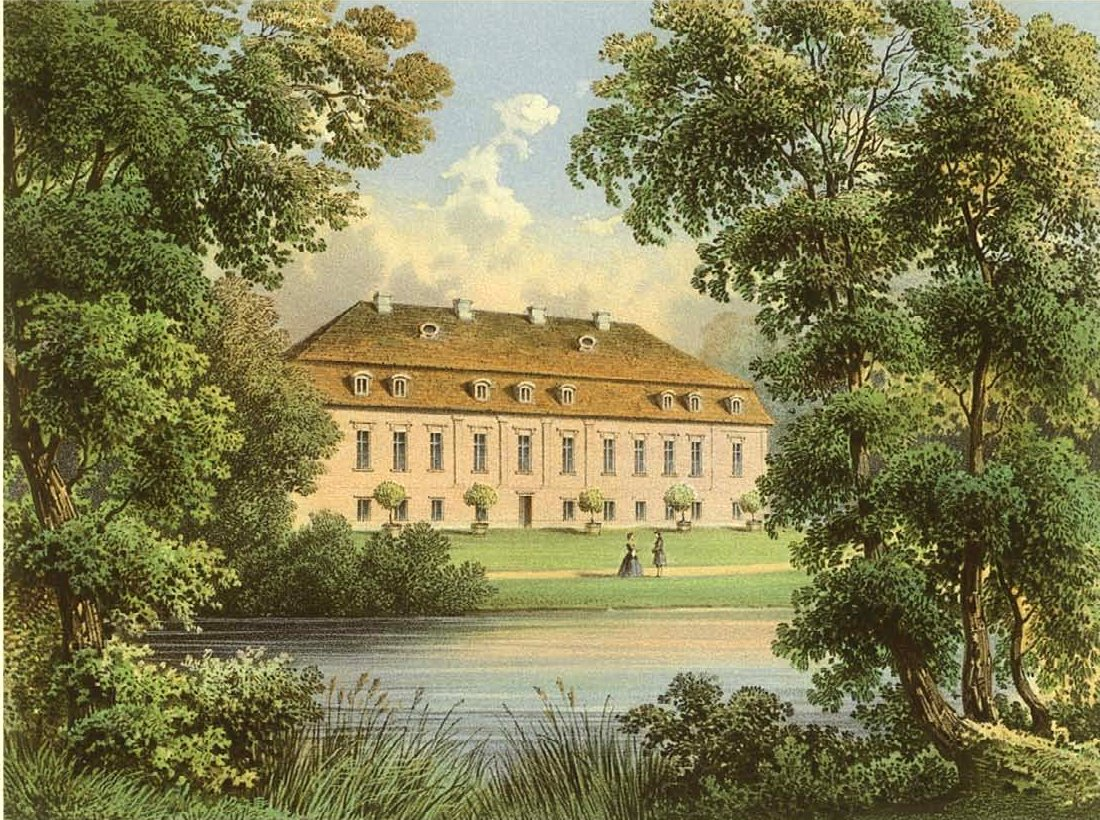
Schloss Kasel, Sammlung Alexander Duncker

Kasel wurde erstmals in den Kirchenartikeln des Bistums Meißen aus dem Jahr 1346 unter dem Namen Kaselow urkundlich erwähnt. Am 23. August 1407 fand der Name Kazelow Erwähnung. Der Ortsname stammt aus der sorbischen Sprache und bedeutet entweder Ort, an dem es Ziegen gibt oder leitet sich von dem Personennamen Kosel ab, was wiederum Ziegenbock bedeutet. Kasel ist ursprünglich als Gassendorf angelegt worden. Der Ort war vor allem von der Landwirtschaft geprägt.
Im 18. Jahrhundert stand Kasel unter der Standesherrschaft des niederlausitzischen Adelsgeschlechtes Solms-Baruth. In der zweiten Hälfte des 18. Jahrhunderts ließ Grundherr Friedrich Carl Leopold Reichsherr zu Solms-Baruth das Schloss Casel im Stil des Spätbarock und des Klassizismus errichtet. Bei der Dorfkirche Kasel handelt es sich um einen Feldsteinbau aus dem 14. Jahrhundert. Beide Gebäude stehen heute unter Denkmalschutz. Das Schloss ist heute ungenutzt. Im Jahr 1844 hatte Kasel 251 Einwohner, die in 37 Gebäuden lebten. Es gab im Dorf zwei Vorwerke, eine Ziegelei und eine Windmühle. Zu Beginn der standardisierten Veröffentlichungen zu Rittergütern, also 1879, liegen für Kasel die genauen Daten vor. Das Rittergut Kasel hatte eine Größe von 442,57 ha und wurde zu jener Zeit von Schloß Baruth aus verwaltet.
Nach dem Wiener Kongress kam das vorher sächsische Kasel an das Königreich Preußen. Dort lag das Dorf im Landkreis Luckau im Regierungsbezirk Frankfurt. Zum 1. Januar 1926 wurde Kasel mit dem benachbarten Golzig zu der neuen Gemeinde Kasel-Golzig vereinigt.
Von Kasel aus leitete der Rittmeister d. R. Hans Graf zu Solms–Baruth (1893–1971) die Gutsgeschäfte für seinen älteren Bruder, den Fürsten Friedrich III. zu Solms–Baruth (1886–1951) auf Baruth, Golssen, Kasel–Golzig. Für seinen Hauptwohnsitz Klitschdorf in Niederschlesien war ein Generalbevollmächtigter eingestellt. Graf Hans erlebte mit seiner Frau Caroline-Mathilde, geborene Prinzessin zu Schleswig-Holstein-Sonderburg-Glücksburg (1894–1972), und den beiden Kindern glückliche Jahre im Herrenhaus. 1942 fand auf Schloss Kasel sogar eine große Hochzeit statt, die Tochter Viktoria-Luise heiratete den Prinzen Friedrich-Josias von Sachsen-Coburg-Gotha.
Im Sommer 1944 änderte sich alles, als der Gesamtbesitz der Solms–Baruth mehr oder minder unter NS–Zwangsverwaltung fiel, respektive der Fürst nach einer Haft im Zusammenhang mit dem 20. Juli seinen eigenen Besitz nicht mehr betreten durfte.
Am 25. Juli 1952 wurde diese Gemeinde dem neu gebildeten Kreis Luckau im Bezirk Cottbus zugeordnet. Nach der Wende lag Kasel zunächst im Landkreis Luckau in Brandenburg und schloss sich am 30. August 1992 dem Amt Golßener Land an. Im Zuge der Kreisreform vom 6. Dezember 1993 wurde Kasel als Teil der Gemeinde Kasel-Golzig dem neu gegründeten Landkreis Dahme-Spreewald zugeordnet. Am 1. Januar 2013 wurde das Amt Golßener Land aufgelöst und Kasel-Golzig wechselte in das Amt Unterspreewald.

## Bevölkerungsentwicklung
| Jahr | Einwohner | Jahr | Einwohner |
| ---- | --------- | ---- | --------- |
| 1875 | 283       | 1910 | 241       |
| 1890 | 253       | 1925 | 252       |